# Eugenio Lázaro Valle
Eugenio Lázaro Valle (Santoña, 1931-Vitoria, 13 de abril de 1980) fue un militar y policía español, asesinado por la banda terrorista Euskadi Ta Askatasuna.

## Biografía
Natural de la localidad cántabra de Santoña, este militar, comandante de infantería que hizo vida en Vitoria, llegaría a ser teniente y capitán de la Policía Nacional primero y jefe de la Polícia Municipal de la ciudad después. A raíz del asesinato de Jesús Ignacio Velasco, a la sazón jefe de los Miñones de Álava, Lázaro Valle había sido propuesto para sucederle al frente del cuerpo.
Había recibido amenazas de parte de la banda ETA en varias ocasiones. El 13 de abril de 1980, al filo de las dos de la tarde, un terrorista lo asesinó de un tiro en la nuca a la salida de misa. Aunque no se llegaría a identificar al autor del disparo, los etarras Ignacio Aracama Mendía, alias Pakito, y José Ramón López de Abechuco Liquiniano fueron condenados a treinta años de reclusión mayor. A sus cómplices, identificados como Moisés Izar de la Fuente y Pedro Manuel González Alonso, se les impusieron ocho años. Lázaro Valle, que contaba en el momento del asesinato 49 años, dejó viuda, Pilar Ezquerra Fernández de Pinedo, y tres hijos. La ciudad de Vitoria le honró con la entrega a título póstumo de la Medalla de Oro.